# Коновалов, Владимир Викторович
Владимир Викторович Коновалов (укр. Володимир Вікторович Коновалов; 5 января 1973) — советский, белорусский и украинский футболист, играл на позиции нападающего.

## Карьера
В 1990 году попал в заявку донецкого «Шахтёра», однако выступал за дублирующий состав. В 1991 году перебрался в «Балтику». После распада СССР выступал за белорусский «Ведрич».
В 1993 году вместе с бывшим одноклубником по «Балтике» и «Ведричу» Романом Мелешко пополнил ряды владикавказского «Спартака». Дебютировал в чемпионате России 13 марта 1993 года в домашнем матче 2-го тура против нижегородского «Локомотива», выйдя на замену на 70-й минуте матча Али Алчагирову. Всего же за сезон провёл 22 матча в чемпионате России.
По сообщениям прессы тех лет, был неоднократно отчислен из команды, но всякий раз заслуживал прощения.
Когда же его и Мелешко окончательно выгнали из столицы Северной Осетии, футболисты подались в первую лигу Беларуси в клуб МПКЦ из Мозыря, которая выплатила приличную компенсацию в кассу российского клуба. В 1994 году играл за «Азовец». В 1996 году вместе с МПЦК выиграл чемпионат и Кубок Беларуси, будучи единственным легионером. Далее выступал за «Гомель» и минское «Торпедо».
В 1999 году играл за российский клуб «Реформация» из Абакана. Вернувшись в Беларусь, выступал за «Торпедо-Кадино» и «Нафтан».
Завершил карьеру в 2001 году в «Ведриче».
В 1992—1994 годах выступал за молодёжную сборную Беларуси. 20 июля 1992 года принял участие в неофициальном матче первой сборной Беларуси против команды Литвы, заменив на 76-й минуте Валерия Величко.

## Достижения
МКЦП Мозырь
- Чемпион Беларуси: 1996
- Обладатель кубка Беларуси: 1995/96